# Castel Colonna
Castel Colonna är en frazione och var fram till 2013 en kommun i provinsen Ancona i regionen Marche i Italien.
Kommunen gick den 1 januari 2014 samman med kommunerna Monterado och Ripe i den nya kommunen Trecastelli. Den tidigare kommunen hade 1 058 invånare (2013)
Kommunens namn var fram till 1921 Tomba di Senigallia.